# Oddziaływanie elektromagnetyczne

Rycina przedstawiająca Jamesa Clarka Maxwella

Oddziaływanie elektromagnetyczne – jedno z czterech znanych fizyce oddziaływań elementarnych. Odpowiada za siły działające między cząstkami posiadającymi ładunek elektryczny.
Teoria oddziaływań elektromagnetycznych (elektrodynamika klasyczna, elektrodynamika kwantowa) powstała z unifikacji teorii magnetyzmu i elektryczności, dokonanej przez Jamesa Clerka Maxwella. Centralną rolę w tej teorii odgrywa pojęcie pola elektromagnetycznego. Zachowanie pola elektromagnetycznego opisane jest równaniami Maxwella, zgodnymi ze szczególną teorią względności.
W myśl równań Maxwella stacjonarne pole elektromagnetyczne pozostaje związane ze swoim źródłem, np. naładowaną cząstką lub przewodnikiem, przez który przepływa prąd. Zmienne pole elektromagnetyczne natomiast rozprzestrzenia się w postaci fali elektromagnetycznej. Kwantem oddziaływania elektromagnetycznego jest foton. Oddziaływanie elektromagnetyczne polega na wymianie między cząstkami naładowanymi (o ładunku elektrycznym) pośredniczącego fotonu.

## Historia
Pierwotnie uważano, że elektryczność i magnetyzm to dwie odrębne siły. W 1820 roku Hans Christian Ørsted zaobserwował, że prąd elektryczny w przewodzie powoduje ruch igły magnetycznej, później Ørsted rozpoczął bardziej intensywne badania, opublikował swoje odkrycia, dowodząc, że prąd elektryczny przepływając przez drut wytwarza pole magnetyczne. 
Odkrycia Ørsteda zaowocowały intensywnymi badaniami w społeczności naukowej w dziedzinie elektrodynamiki. Wywarły one wpływ na opracowanie przez francuskiego fizyka André-Marie Ampère'a matematycznej formy opisu sił magnetycznych pomiędzy przewodnikami w których płynie prąd.
W 1831 r. Michael Faraday odkrył zjawisko indukcji elektromagnetycznej, co przyczyniło się do powstania elektrodynamiki.  
Przeformułowania i unifikacji praw elektromagnetycznych, tym samym wykazania, że elektryczność i magnetyzm są dwoma objawami tego samego oddziaływania, dokonał James Clerk Maxwell. Wprowadzone przez niego w 1861 roku równania Maxwella pokazały, że pole elektryczne i magnetyczne rozchodzą się w próżni z prędkością światła w postaci fali. Doprowadziło go to do wniosku, że światło jest falą elektromagnetyczną, odkrycia fal radiowych.
Niezgodność elektromagnetyzmu Maxwella z prawami mechaniki Newtona doprowadziła do opracowania szczególnej teorii względności.